# Veleslavín
Veleslavín (en allemand Weleslawin) est un quartier pragois situé dans le nord-ouest de la capitale tchèque, appartenant à l'arrondissement de Prague 6, d'une superficie de 131,3 hectares est un quartier de Prague. En 2018, la population était de 6 692 habitants. 
La ville est devenue une partie de Prague en 1922.